# 病室

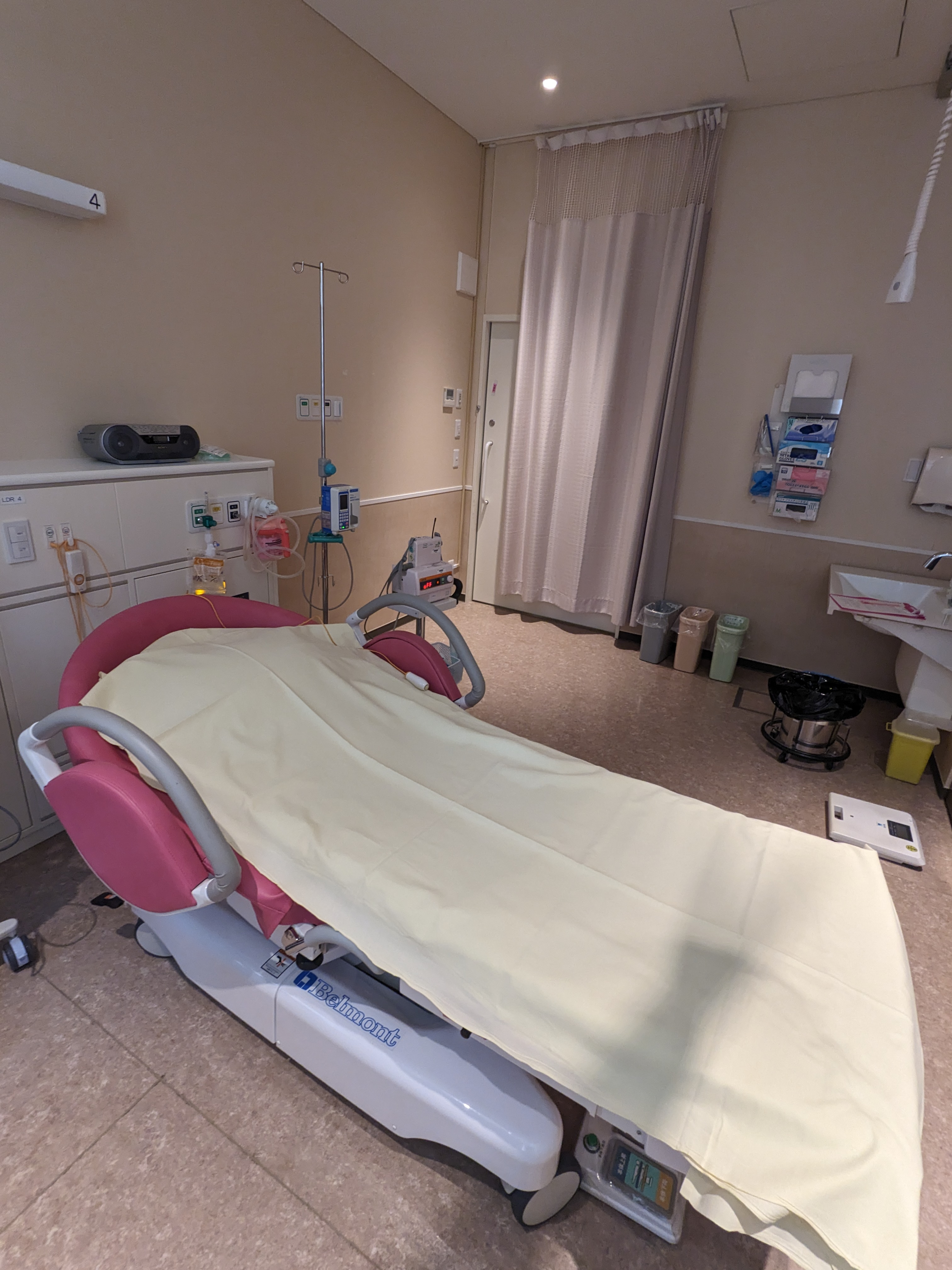
病室（愛育病院　東京都港区）

病室（びょうしつ）とは病院や診療所で患者を収容し、寝泊まりさせるための部屋。

## 規則

### 床面積
医療法施行規則の第16条に基づき、病室の床面積は以下の通りである（内法で測定）。
1. 病院の病室・診療所の療養病床：患者1人につき6.4 平方メートル以上
2. 上記以外（診療所の一般病床）：患者1人のみで6.3 平方メートル以上、患者2人以上の場合は患者1人につき4.3 平方メートル以上
3. 小児だけを入院させる病室：1・2の床面積の2/3以上かつ6.3 平方メートル以上

### 感染防止
機械換気設備を設ける際に、感染症病室・結核病室・病理細菌検査室の空気が風道を通じて病院や診療所の他の部分には流入してはならない。
感染症病室・結核病室は外部に対する感染予防のため遮断やその他必要な方法を講じなければならない。また、感染症病室・結核病室を持つ病院または診療所は必要な消毒設備を設けなければならない。

### 防災
病室は地階または第3階以上の階には設けてはならないが、病棟の特定主要構造部を耐火構造とした場合は第3階以上に設けることができ、放射線治療病室は地階に設けることができる。
第2階以上の階に病室がある場合は病院や診療所に直通階段や避難階段を設けなければならない。

### 放射線治療病室
放射線治療病室は画壁などの外側が一週間につき1 ミリシーベルト以下になるように遮蔽しなければならない（ただし、画壁などの外側に人が通行・停在できない場合などは除く）。また、汚染除去のため所定の方法が講じなければならない。
放射線治療病室にはその旨を示す標識を取り付ける必要がある。

### その他
療養病床の病室では病床数を4床以下としなければならない。
精神病質は精神疾患の特性を踏まえ、適切な医療と患者の保護に必要な方法を講じなければならない。

## 配置
病室は自然採光を取り入れなければならないため、病棟の中でも外部に面した配置にする必要がある。1本の廊下の両側に病室を配置した病棟は昭和初期から見られる形状であったが、現在では小規模な病院を除いて採用例が少なくなった。
看護師の移動回数の中でスタッフステーションと病室の間の移動が最も多い。その中でも、密に看護しなければならない重症患者の病室に行く頻度は特に高い。重症患者用の専用病室や個室の内の何室かはスタッフステーションから観察しやすい位置に配置するのが望ましい。
その他の個室を配置は下記のような考え方がある。
- 室料差額を徴収するため、病室は静かな病棟端部に配置して環境の良い向きに配置する
- 感染制御などから個室には特に注意が必要な患者を配置させることが多いため、スタッフステーションの近くに集中配置する
- 看護師の受け持ち患者はなるべく近くの病室となるよう割り当てられることが多いため、看護師の業務を平準化する目的で多床室と個室を混在させる

## 多床室・個室

### 多床室
複数の患者が療養する病室は多床室と呼ばれる。かつては8床室や6床室もあったが、現在は4床室が主流である。
設計上では他の患者の治療を妨げない・プライバシーを守る配慮が不可欠である。多床室で視線を遮ることは様々な方法でできるが、音や匂いを遮ることは容易でない。また、咳による飛沫感染を防ぐためには患者間を2 メートル以上話す必要がある。
一般的な矩形の4床室は廊下側と窓側で自然採光の有無による環境の差が大きい問題があったが、各ベッドで固有の窓を持ちそれぞれのベッドのテリトリーを形成した「個室的多床室」の導入事例が増えている。

### 個室
1床室。病院管理の上で個室は診療やメンテナンスが容易になり、患者の院内感染や問題行動を防ぎやすいメリットがある。また、ベッドコントロール（どの病棟のどのベッドに患者を配置するか検討すること）が行いやすくなるため、性別や生活習慣の違いに起因する空床をなくしやすくなる利点もある。
近年では在院日数の短縮が図られ重傷患者の割合が大きくなったことや、認知症を持った入院患者が増えたことで個室のニーズが高まった。全ての病室を個室とする病院も出現するようになった。
トイレやシャワーなどの水回りを置く場合は廊下側・窓側のいずれにするか検討する必要がある。水回りの位置は、廊下側に配置すれば窓が広く取れて明るい病室にできるが、窓側にすれば患者観察がしやすくなり急変時のベッド搬送も迅速に行えるようになる。
アメリカでは2006年にガイドラインの改訂を行い、新築病院の病室は原則として全て個室にすると定められた。

## 仕上げ
病室の仕上げは以下のことに留意する必要がある。
- 床：抗菌性・耐水性・メンテナンス性
- 壁：耐衝撃性・患者の心を和ませる暖かみ
- 天井：ベッドに寝た患者の視線が最も集中する部位であるため、気に障らない仕上げにする必要がある。

## 設備

### 扉
扉は開放する時に小さな力でも開けられるようにしなければならない。プライバシーへの配慮のため、扉にガラリを設けるべきではない。引戸の取手は掴みやすいものが望ましい。

### 洗面台
病室内の洗面台はスタッフが使うほか、患者や付き添いの者が洗面・歯磨きなどで使う施設であるため、洗面設備の近くの患者に迷惑が掛らない配置が必要である。
最も感染上の考慮が必要な部分と言われることがあるため、ペーパータオルやゴム手袋を設置する、消毒液や石鹸液を設けるなどして院内感染を防がなければならない。

### トイレ
ベッドからトイレまで手摺を設ける方が望ましい。
臭気対策を行うため、十分な排気量を確保し、排気口の位置は低い位置に設置した方がよい。特に畜尿による臭いの発生には注意が必要。
トイレの照明はセンサ式の照明スイッチが望ましい。また、多床室の場合、トイレの利用で他の患者の睡眠が妨げられないようにするため明かりがベッドサイドまで届かない工夫が望ましい。

### ベッド
ベッド周りは治療に必要な電源・医療ガス設備が設置されるとともに、患者の日常に必要な照明や電源、収納なども設置される。治療に必要なものと患者の生活に必要なものを整理した上で、患者が使うものは寝たままの姿勢で使えるようなレイアウトが望ましい。
医療ガスやナースコール、医療用のコンセント・スイッチ類などはベッド周りに集中しやすく、コンソールを設けてその中で配管・配線する。コンソールは、ベッド上の横に設備類を並べた横型コンソールと、ベッドサイドの縦に設備類を並べた縦型コンソールに大別される。スタッフが立ったまま使う設備・患者が寝たまま使う設備・床に近い必要がある設備で高さを分けた方が機器の誤操作を防ぐ意味合いからも望ましい。
ベッドサイドには床頭台が置かれる。収納棚・引き出し・タオル掛けなどを備え、引出し式のテーブルを備えているものもある。